# 白奈沙麗魚
白奈沙麗魚為輻鰭魚綱鱸形目隆頭魚亞目慈鯛科的其中一種，分布於非洲馬拉威湖流域，為特有種，體長可達16公分，棲息在沙底質淺水域，以浮游生物、藻類等為食，生活習性不明，可作為觀賞魚。

## 擴展閱讀
維基物種上的相關：白奈沙麗魚